# Monaster św. Barbary w Dubnie
Monaster św. Barbary – prawosławny żeński klasztor w Dubnie, w jurysdykcji eparchii rówieńskiej Kościoła Prawosławnego Ukrainy (wcześniej Ukraińskiego Kościoła Prawosławnego Patriarchatu Kijowskiego). Zajmuje obiekty dawnego klasztoru karmelitanek. 
Według różnych wersji klasztor karmelitanek został założony w Dubnie przez Anastazję Czerniecką w 1660 lub przez Teofilę Ludwikę Lubomirską w 1702. Kościół klasztorny powstał przy tym znacznie wcześniej, w 1630, zaś w 1686 wzniesiono budynek mieszkalny dla zakonnic na planie litery L. Cały kompleks reprezentował styl wczesnobarokowy. 
Klasztor funkcjonował do II połowie XIX w., gdy został skasowany na polecenie władz carskich. Według danych oficjalnej strony eparchii rówieńskiej Patriarchatu Kijowskiego przełożona klasztoru karmelitanek, zamknąwszy przejazd przez teren wspólnoty, uniemożliwiała dostęp do prawosławnego monasteru Podwyższenia Krzyża Pańskiego. Wówczas przełożony ławry Poczajowskiej, której podlegał (jako filia-skit) monaster Podwyższenia Krzyża Pańskiego, zażądał całkowitej likwidacji katolickiego klasztoru i przekazania jego majątku wspólnocie prawosławnej. Wydarzenie to miało miejsce w 1867, zaś kasata klasztoru karmelitanek nastąpiła w 1890. W momencie zamknięcia wspólnoty tworzyło ją osiemnaście sióstr. 
Po przejęciu przez klasztor prawosławny obiekty zostały przebudowane w stylu bizantyjsko-rosyjskim. Kościół klasztorny zamieniono na cerkiew św. Hioba Poczajowskiego. W 1920, po odzyskaniu niepodległości przez Polskę, kompleks budynków został zrewindykowany na rzecz zakonu karmelitów bosych i ponownie przebudowany, przez co odzyskał pierwotny wygląd. Karmelici przekazali następnie klasztor zakonowi Sióstr Opatrzności Bożej, które założyły w Dubnie szkołę dla dziewcząt. 
Klasztor został zamknięty po 1939. Po II wojnie światowej zabudowania zostały zmienione na szpital onkologiczny. W 2004 za zgodą jego kierownika część pomieszczeń przekazano mniszkom Ukraińskiego Kościoła Prawosławnego Patriarchatu Kijowskiego. Biskup rówieński Daniel polecił jego organizację ihumeni Annie (Kulinec), byłej p.o. przełożonej monasteru św. Mikołaja w Dubnie i przełożonej monasteru Narodzenia Pańskiego we Włodzimierzu Wołyńskim. Siostry uczestniczą w opiece nad pacjentami szpitala, trwa budowa cerkwi św. Agapita Pieczerskiego. Od 2018 r. monaster znajduje się w jurysdykcji Kościoła Prawosławnego Ukrainy.